# Tillandsia 'Maidens Blush'
Tillandsia 'Maidens Blush' es un  cultivar híbrido del género Tillandsia perteneciente a la familia  Bromeliaceae.
Es un híbrido creado en el año 1984 con las especies Tillandsia ionantha × Tillandsia 'Druid'.